# Femboy

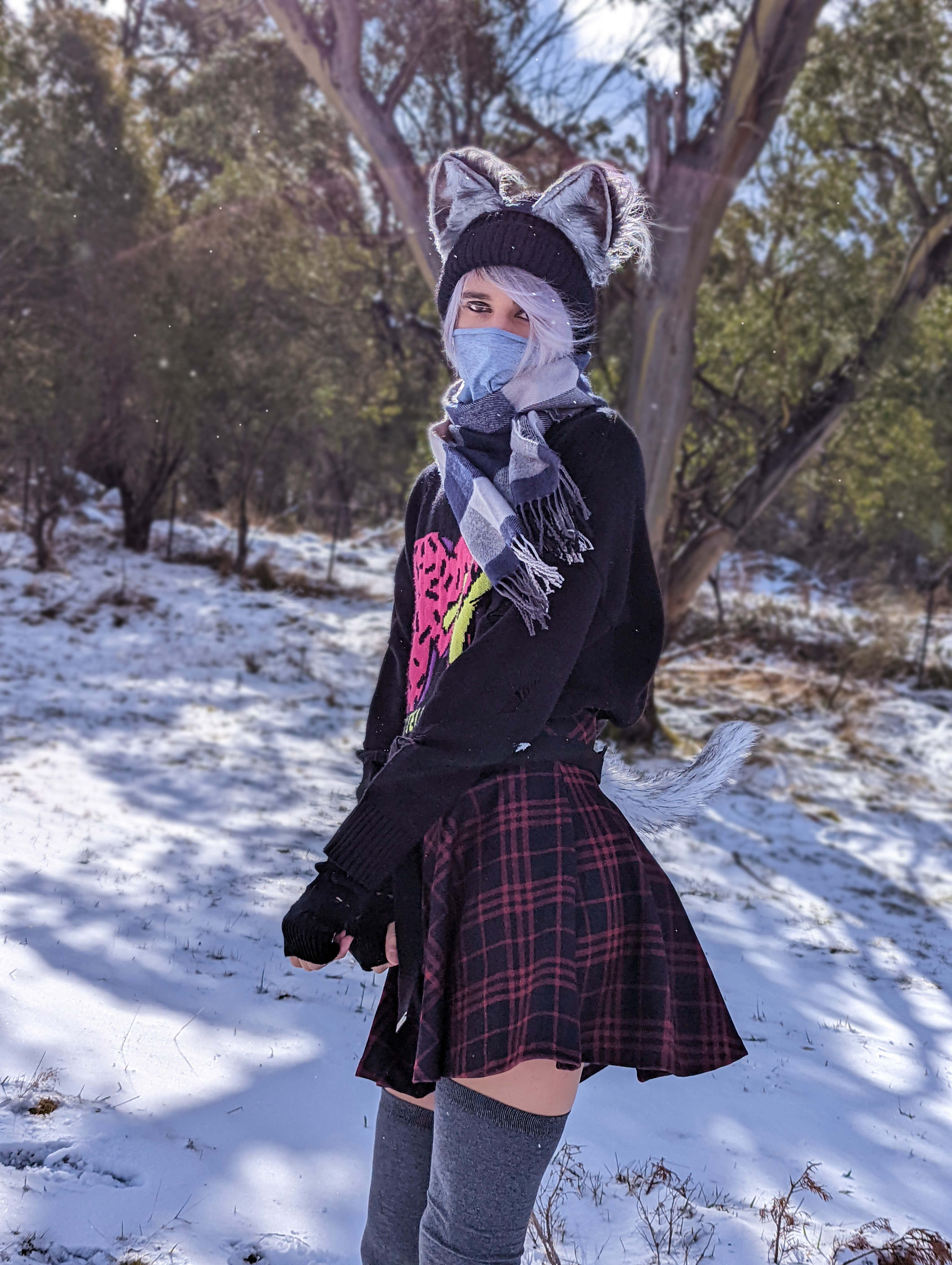
Un femboy

Femboy (i/ˈfɛmbɔɪ/) (feminine boy) este un termen care se referă la bărbați,  de obicei cisgen, care se exprimă cu comportamente tradițional feminine. 
Termenul a apărut în anii 1990 și a câștigat popularitate începând cu forumurile de internet, precum 4chan, extinzându-se ulterior pe platforme sociale precum Reddit și TikTok. Pe aceste platforme, hashtag-uri precum „#femboyfriday” au atras atenția presei și a opiniei publice. În domeniul studiilor de gen, termenul a fost utilizat ca identificator pentru unele persoane transgender. În cadrul studiilor privind pornografia, termenul este asociat cu roluri sexuale percepute ca fiind supuse, fiind de asemenea analizat ca o expresie a anumitor fantezii sexuale..

## Utilizare

### Definiții
„Femboy” se referă la o persoană de sex masculin sau non-binară care folosește elemente feminine din punct de vedere estetic și cultural pentru a exprima o latură mai feminină a aspectului masculin tradițional; Dicționarul Collins de engleză definește „ femboy” ca fiind „un bărbat a cărui înfățișare și trăsături comportamentale sunt considerate convențional feminine”. Conform Dictionary.com, varianta „femboi” se poate referi la tineri trans sau lesbiene butch. Inițial, termenul a fost folosit peiorativ împotriva bărbaților non-masculini, dar a fost reutilizat ulterior, deși poate fi folosit în continuare ca o insultă la adresa femeilor trans. „Femboy” este un termen de exprimare a genului și nu definește orientarea sexuală sau identitatea de gen a unui individ.
Pe lângă termeni precum „sissy”, „femboy” nu este folosit într-un sens pur pornografic - poate fi folosit pentru a se referi la un bărbat implicat în travestism non-sexual.

## Atribute

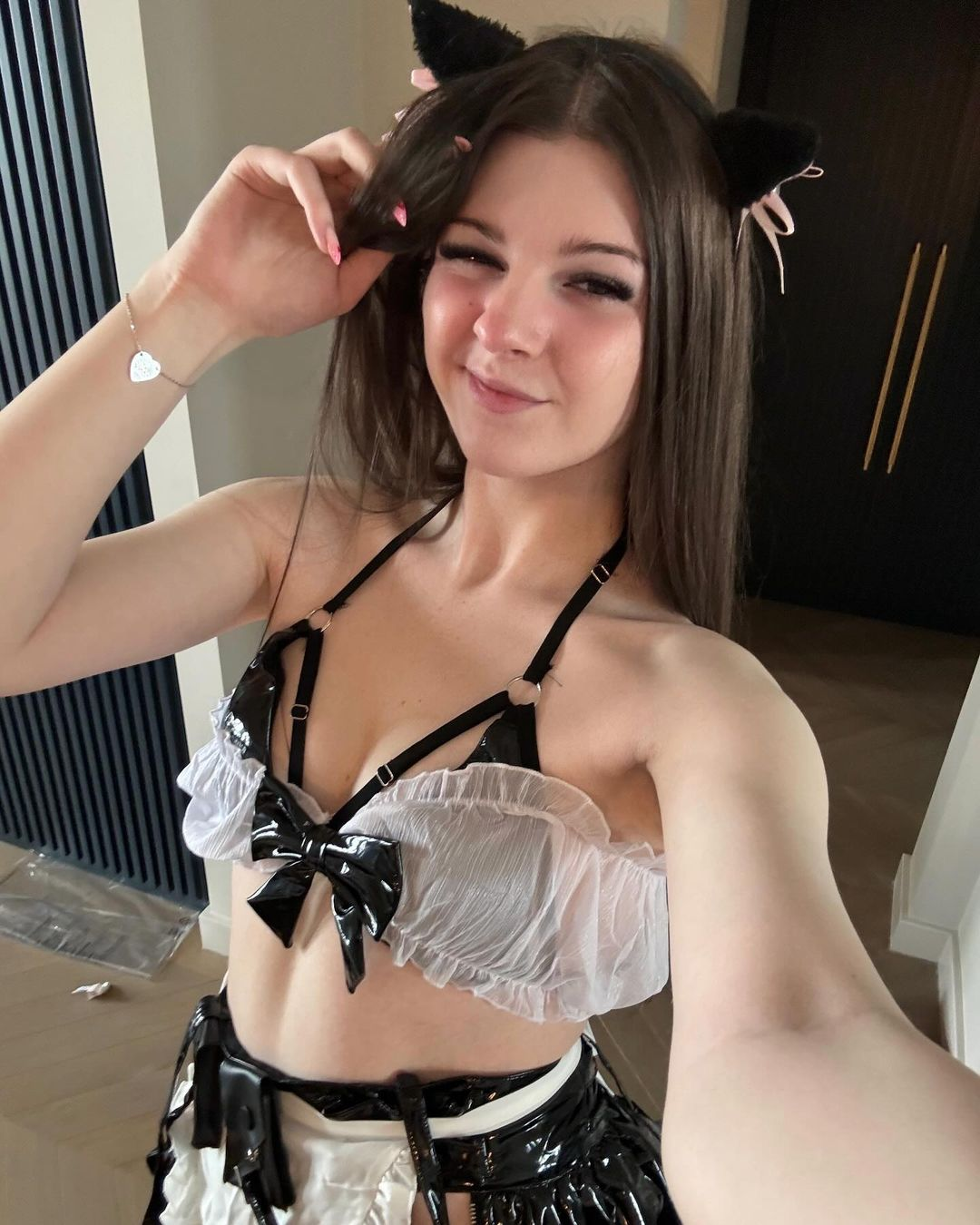
Genderfluid femboy F1NN5TER

O analiză din 2022 a celor mai urmăriți creatori de sex masculin pe TikTok a identificat prezența unor atribute efeminate, cum ar fi utilizarea vopselei de păr și a bijuteriilor. Studiul a constatat că principalii creatori ai platformei erau „destul de omogeni ; [...] aproape exclusiv albi, tonifiați și tineri, cu o simetrie facială perfectă sau aproape perfectă și o podoabă corporală considerabilă”, afirmând că creatorii de sex masculin au folosit termenul ca înlocuitor pentru etichetele de efeminat și gay. O persoană de sex feminin se poate îmbrăca în stilul „femboy” — articolele vestimentare asociate de tip femboy includ fuste, rochii și ciorapi lungi. Jules Joanne Gleeson susține că fetițele de pe 4chan sunt „adesea, dar nu întotdeauna, ajutate de terapia hormonală de substituție hormonală ”. Mulți femboy idealizează o formă feminină cu un piept plat, ceea ce le determină pe unele să utilizeze medicamente folosite în terapia hormonală de afirmare a genului în combinație cu substanțe despre care se presupune că ar împiedica creșterea sânilor. Elementul tinereții în cultura „femboy” a ridicat întrebări cu privire la cât timp poate cineva să rămână „femboy”.

## Prezență

Un steag pride propus pentru femboy

După ce termenul a fost însușit pe internet, au început să se formeze comunități femboy. Prin 2018, termenul „femboy” se găsea aproape exclusiv pe 4chan, în special pe forumul /lgbt/. Ulterior a devenit popular pe platforme precum Reddit și TikTok. Reddit a găzduit atât conținut sexual, cât și non-sexual pentru băieți de sex feminin. Comunitatea r/feminineboys a fost înființată în 2012 și avea 303.000 de membri până în mai 2025; site-ul conține și comunități pornografice precum r/FemBoys. TikTok a fost numit un spațiu sigur care permite libertatea de exprimare a genului. Estetica femboy a fost comparată cu figuri din cultura populară precum Harry Styles; trenduri virale precum „#FemboyFriday” și meme-uri precum „Femboy Hooters ” au contribuit la popularizarea acestei estetici. Există un steag neoficial pride pentru femboy, care folosește șapte dungi orizontale în culorile roz, roz deschis, alb și albastru deschis. Acestea reprezintă estetica feminină, comportamentul feminin, identitățile non-binare și masculinitatea.

## Notă explicativă
1. ↑  Referring to the male gender, but not necessarily sex